# Піскорський Костянтин Володимирович
Костянти́н Володи́мирович Піско́рський  (6 (18) травня 1892, Київ — 9 березня 1922, Київ) — український художник-авангардист, графік, син історика Володимира Піскорського, брат графіка Єлизавети Піскорської.
На момент вступу до Української Академії Мистецтв у майстерню графіки проф. Георгія Нарбута 27-річний Костянтин Піскорський вже мав власний сформований стиль, високо оцінений його сучасниками. Працював з аквареллю, тушшю, бронзою та сріблом у стилі сецесії, футуризму та абстракції. Творчість митця демонструє, що мистецькі шукання й відкриття в Україні розвивались паралельно з європейськими.

## Життєпис

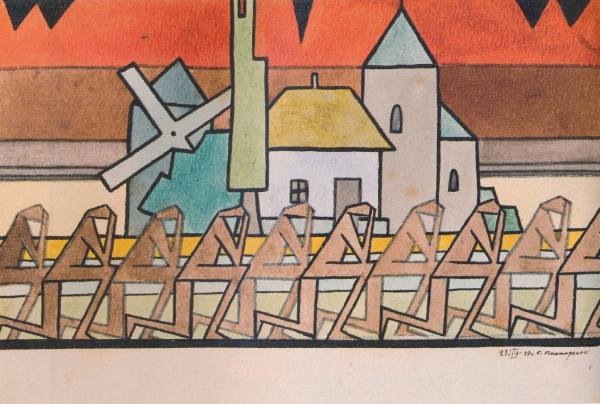
Україна пригноблена (1919 рік)

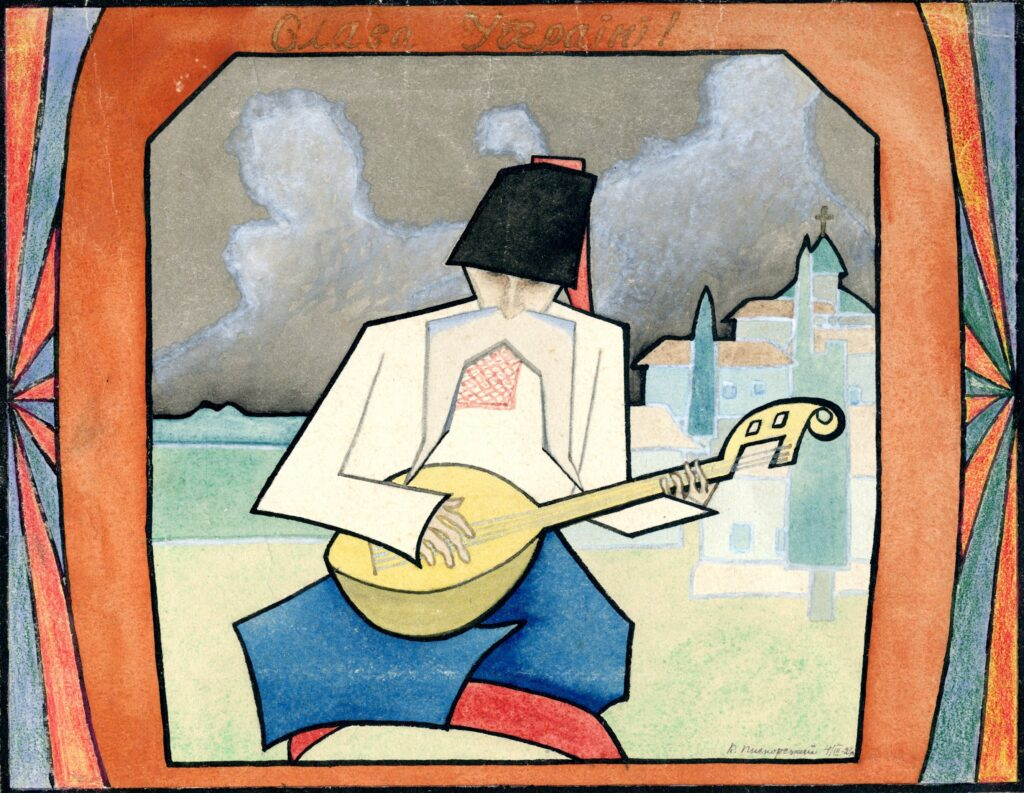
«Козак Мамай» (1921 рік)

Костянтин Піскорський народився 6 травня 1892 року в Києві (на Фундуклеївській, 88) в сім'ї відомого вченого-історика, професора Володимира Костянтиновича Піскорського та домашньої вчительки Зінаїди Захарівни Піскорської (уродженої Андрієнко). Батько художника походив із старовинного роду польських шляхтичів Піскорських та українських дворян Соханських. Мати — з роду українських козаків, які за героїзм у Полтавській битві з часом отримали дворянство.
Піскорські мали дружні стосунки з багатьма діячами української культури: Афанасьєвими, Житецькими, Євреїновими, Лучицькими, Требінськими.
Хрещеним батьком Костянтина Піскорського був Євген Кивлицький, редактор журналу «Кіевская старина».
Батьки приділяли багато уваги вихованню первістка.
1897 року 5-річний Костя відвідав з матір'ю Париж та Барселону, де в науковому відрядженні перебував його батько. Хлопчик мав великі враження від Іспанії, співав іспанських пісень, але назавжди зненавидів кориду.
Перші шкільні роки з 1902 по 1905 минули в чоловічій гімназії при Історико-філологічному інституті кн. Безбородька у Ніжині, куди на кафедру загальної історії одержав призначення проф. Володимир Піскорський.
1905—1906 — навчався у І Імператорській Олександрівській чоловічій гімназії м. Києва (IV клас).
1906 року батько прийняв запрошення посісти місце професора на кафедрі загальної історії Казанського університету і з 1908 по 1910 Костянтин навчався у І Імператорській чоловічій гімназії в Казані.
1910 року Костянтин Піскорський вступив до Казанського університету на юридичний факультет. У свої студентські роки він цікавився філософією, математикою, суспільними науками, захоплювався мистецтвом, чудово знав класичну, західноєвропейську та російську літератури, любив музику Е. Гріга та Л. Бетховена, романи Л. Толстого і Ф. Достоєвського, драми Г. Ібсена і М. Метерлінка.
1910 року 18-річному юнакові судилося пережити трагічну смерть батька, який випадково потрапив під поїзд. Тож 1911 року Костянтин з матірʼю та сестрами повертається до Києва. 
Протягом 1911—1914 рр. навчався на юридичному факультеті Київського університету Святого Володимира. 
У Києві він одразу відчув себе у рідній стихії. У листі до відомого лінгвіста проф. Євгенія Будде художник писав: «Місцеве життя мені, уродженцю України, зрозуміліше, ніж казанське, до якого я довго не міг звикнути. Я тут вже встиг відновити свою колишню вимову і взагалі відчуваю, як швидко згладжуються у мене залишки п'ятирічного перебування в Казані і як посилено прищеплюються мені особливості місцевої мови, звертання, усі побутові рисочки». «Живемо ми начебто так, як і в Казані жили, тільки, мабуть, ще тихіше. У будні — робота: ми вчимося, мама на службі, у свято ходимо постійно на могилу батька, іноді до церкви» (22.08.1910 р.).
1914 року Костянтин Піскорський закінчив університет, але диплома не отримав (тільки посвідчення) через свою «неблагонадійність». Влаштувався на роботу в Державний банк, але розпочалася Перша світова війна. Костянтина призвали на військову службу. Проте за станом здоров'я його не зарахували до діючої армії. У Києві Піскорський працював санітаром у лазареті № 6, закінчив короткострокові курси при Київському військово-окружному інтендантському управлінні, діставши звання чиновника резерву. Від 1 квітня 1916 року він служив в Управлінні інтендантської армії Південно-Західного фронту в Бердичеві, 1917 року — в Управлінні зв'язку в Кам'янці-Подільському.
У січні 1917 року Піскорського перевели на військову службу до Києва, а в березні 1918 року за станом здоров'я комісували. Костянтин знову повернувся на роботу в банк.
1919 року службовець Держбанку, юрист Костянтин Піскорський вступає до Академії мистецтв у майстерню професора Георгія Нарбута. Того ж року його було обрано членом Професійної спілки художників міста Києва.
У 20-ті рр., рятуючи своїх трьох малих дітей від голоду, працював учителем у селах Совки і Микільська Борщагівка під Києвом. Викладав сільським дітям лічбу, письмо, читання, а їхнім батькам — українську, російську та світову літератури, історію мистецтва.
9 березня 1922 року Костянтин Піскорський помер від епідемічного висипного тифу, який вирував тоді в Україні. 

## Творчість
Вивчаючи юридичні науки, Костянтин Піскорський не розлучався з пензлем, створюючи чарівні за своєю вишуканістю віньєтки, візерунки, декоративні композиції, які ми бачимо на сторінках навчальних зошитів. Його улюбленими художниками були М. Реріх, М. Врубель, М. Нестеров, а в юності — В. Васнецов, І. Білібін. Малювати він тоді ніде не вчився, але жити без цього не міг. Зберігся перший альбом з його роботами 1915 року.
В роки війни Піскорського охоплювали думки про долю людства, жорстокість, горе, страждання і смерть, що яскраво висловлено у картинах «Скорбота», «Сльоза», «Спокій», «Похорон». Він розмірковував про прокляття братовбивчих війн, про відповідальність людини за заподіяне зло. Так виникли композиції-антиподи «Пекло» і «Рай». А як вінець світлих надій на втіху і захист — «Мадонна над світом». Проте і в цей страшний час художник оспівував красу природи, радість буття («Орнамент», «Квітка»). Небезпеку технократії та урбанізації відтворює картина «Техніка».
Костянтин Піскорський залишив не лише картини, а й філософську спадщину, статті з питань релігії, мистецтва («Философия», «Мир Божий», «Религия», «Основы моей веры», «Искусство», «Музыка»). Навесні 1918 р. художник оформив роздуми над співвідношенням творчості і буття людини у вигляді графічної схеми «Біометръ жизні» (9.04/27.03.1918, м. Київ) з поясненнями та статтею «Час мысли». Цей матеріал увійшов до збірника філософських праць і концепцій українських художників-авангардистів початку ХХ ст..
Піскорський також малював пейзажі України, ілюстрував твори Т. Шевченка. Патріотичні настрої втілені у композиції «Козак Мамай», орнаментах, писанках та ін.. Тема українського минулого представлена в роботі «Україна пригноблена».
Коли у віці 27 років Костянтин Піскорський, маючи за плечима пʼять років плідної творчої роботи, вирішує все ж здобути професійну художню освіту і вступає в Академію мистецтв, професор Георгій Нарбут сприйняв Піскорського як уже сформованого майстра і відразу відібрав цілу низку його робіт на Першу мандрівну виставку профспілки художників Києва (1920), учасниками якої були такі відомі митці: О. Мурашко, Ю. Михайлів, М. Бурачек, Г. Нарбут. Його творам були притаманні символічність, асоціативність, лаконізм, витонченість і барвистість гами. Ювелірну графіку художник вміло поєднував з прозорістю акварелі. 
Майже 50 років після смерті Піскорського родина зберігала вдома близько ста графічних композицій, ілюстрацій до літературних творів, розписів по дереву і тим врятувала їх від поборників соціалістичного реалізму. У 70-х роках ХХ ст. в журналах і монографіях зʼявилися перші публікації про творчість художника. Його роботи експонувалися на українських та міжнародних виставках («Український авангард 1910—1930 рр.», Загреб, 1991 р.). Нині праці Костянтина Піскорського зберігаються в Національному художньому музеї України, ЦДАЛМ України, Музеї історії Києва, родинному архіві.